# Частный банк
Частный банк — коммерческий банк, которым владеет физическое лицо или товарищество, в отличие от акционерного банка.
Частные банки были типичны в XIX веке, в XX веке их вытеснили акционерные банки. В Российской Федерации акционерное устройство банка преобладает (частные банки составляли 36 % на 2008 год).
В истории частных банков выделяется несколько периодов:
- раннее развитие частных банков в XVIII веке связывается с Амстердамом и Лондоном. Эти банки, как и сегодня, обычно имели форму товариществ;
- «золотой век» с 1810-х по 1870-е годы, когда появились многие знаменитые частные банки: Бэринги, Ротшильды, Маллеты (англ. Mallet), Хоттингеры[англ.];
- частные банки уступили лидерство акционерным с развитием корпоративной экономики в 1870—1930-е годы и пришли в упадок во время Великой депрессии;
- возрождение частных банков произошло после второй мировой войны.

С середины XIX века эксперты предсказывали закат частных банков, но они сумели удержаться в конкурентной борьбе против акционерных; в частности, с помощью специализации в форме инвестиционных банков и на управлении частным капиталом, где непубличная форма собственности и неограниченная ответственность частных банков предоставляет преимущества. Кассис и Фрейзер отмечают, что частные банки всегда работали на нишевом рынке, просто в самом начале всё банковское дело было такой нишей (и частные банки, как и сегодня, обслуживали лишь очень богатых людей, а также государства).